# Шевченко, Борис Иванович
Борис Иванович Шевченко (14 июня 1904, Владикавказ — 12 марта 1975, Москва) — советский учёный-правовед, кандидат юридических наук, профессор, один из основоположников советской криминалистики, профессор Московского государственного университета имени М. В. Ломоносова.

## Биография
Борис Иванович Шевченко родился 14 июня 1904 года в городе Владикавказе.
- 1920 год — 1923 год — служба добровольцев в РККА, принимал участие в боевых действиях на Северном Кавказе в ходе Гражданской войны.
- 1923 год — 1942 год — работа в органах внутренних дел.
- 1923 год — 1930 год — оперативный работник органов внутренних дел.
- 1930 год — 1942 год — эксперт-криминалист в научно-технических подразделениях органов внутренних дел.
- 1942 год — 1946 год — работа в Центральной криминалистической лаборатории Министерства юстиции СССР. В годы Великой Отечественной войны числился младшим лейтенантом запаса[1].
- 1943 год — окончание Всесоюзного заочного юридического института.
- 1946 год — 1954 год — на научно-педагогической работе в Московском юридическом институте, руководитель криминалистической лаборатории института.
- 1946 год — защита диссертации на соискание учёной степени кандидата юридических наук на тему «Криминалистическая экспертиза следов при расследовании краж, совершенных с применением технических средств»[2].
- 1954 год — 1975 год — на научно-преподавательской работе на кафедре криминалистики юридического факультета Московского государственного университета имени М. В. Ломоносова.
- 1966 год — присвоено звание профессора.

Умер 12 марта 1975 года в Москве.

## Научная деятельность
В сферу научных интересов профессора Б. И. Шевченко входило изучение проблемы криминалистической техники, трасология и трасологическая экспертиза, судебно-баллистическая экспертиза, почерковедение. Является создателем первой научной классификации следов на основе механизма следообразования. Подготовил 10 кандидатов юридических наук

## Некоторые публикации

### Монографии, учебные пособия
- Терзиев Н. В., Шевченко Б. И. Методические указания по собиранию и оформлению сравнительных материалов для экспертизы письма. — М.: Центральная криминалистическая лаборатория Всесоюзного института юридических наук НКЮ СССР, 1943. — 10 с.
- Шевченко Б. И. Научные основы современной трасеологии / Под ред. Е. У. Зицера. — М.: Типография ТАСС, 1947. — 54 с.
- Зицер Е. У., Мирский Д. Я., Шевченко Б. И. Криминалистическая экспертиза. Компетенция, подготовка, порядок назначения и проведение / Под ред. Б. Я. Арсеньева, Л. Р. Шейнина. — М., 1948. — 63 с.
- Коллектив авторов. Криминалистика. Учебник. Часть 1 / Под ред. А. И. Винберга, С. П. Митричева. — М.: Госюриздат, 1950. — 304 с.
- Мирский Д. Я., Шевченко Б. И. Руководство к практическим занятиям по криминалистической технике. Учебное пособие. — М., 1955. — 188 с.
- Шевченко Б. И. Научные основы современной трасеологии. Осмотр места кражи, совершенной с применением технических средств. — М.: ЛексЭст, 2004. — 98 с. — (Антология криминалистики). — ISBN 5-901638-56-5.

### Статьи
- Шевченко Б. И. О некоторых усовершенствованиях методики криминалистического исследования подписей // Научная конференция по советскому судебному почерковедению, 27—29 июня 1951 года : тезисы докладов. — М., 1951. — С. 6—8.
- Шевченко Б. И. О некоторых улучшениях методики криминалистического исследования подписей // Теория и практика криминалистической экспертизы : сборник. — М.: Госюриздат, 1955. — Вып. 1. — С. 58—73.
- Шевченко Б. И. О некоторых недостатках в практике использования криминалистической техники при расследовании // Следственная практика : сборник. — М.: Госюриздат, 1960. — Вып. 44. — С. 125—147.
- Шевченко Б. И. Внешнее строение как индивидуальное свойство объектов трасологической идентификации // Труда ЦНИИСЭ : сборник. — М.: Издательство ЦНИИСЭ, 1970. — Вып. 2. — С. 145—156.

### Биография
- Белкин Р. С. Шевченко, Борис Иванович // Криминалистическая энциклопедия. — М.: Мегатрон — XXI, 2000. — 333 с. — ISBN 5-901391-01-2.

### Критика
- Черкашин В. И. Своевременное, глубоко теоретическое исследование проблемы трасологической идентификации в криминалистике. (Шевченко Б. И. Теоретические основы трасологической идентификации в криминалистике. — Изд-во МГУ, 1975. — 95 с.) (Рецензия) // Проблемы борьбы с преступностью. Сборник статей. Вып. 2. — 1979. — С. 115—116.